# وليم مارك سيمونز
وليم مارك سيمونز (بالإنجليزية: William Mark Simmons)‏ (20 فبراير 1953، إنديبندنس في الولايات المتحدة)؛ روائي أمريكي.